# Ludwik Anigstein
Ludwik Anigstein (ur. 2 lutego 1891 roku w Warszawie, zm. 31 października 1975 w Galveston) – polski lekarz, specjalista chorób zakaźnych.
W 1914 lub 1913 ukończył studia na Uniwersytecie w Heidelbergu (dr filozofii bądź zoologii), a w 1915 w Dorpacie. Specjalista w dziedzinie chorób tropikalnych, szczególnie tyfusu plamistego. W 1923 habilitował się na Uniwersytecie Poznańskim. Członek komisji malarycznej Ligi Narodów. W jej ramach w roku 1924 odbył podróż do Rosji europejskiej, krajów bałkańskich, Włoch, Hiszpanii, Palestyny i Syrii. Od 1926 zatrudniony był jako pracownik Państwowego Zakładu Higieny w Warszawie. W 1929 roku z ramienia rządu brytyjskiego badał tyfus tropikalny w Malajach. Od tego samego roku do 1939 był wykładowcą Uniwersytetu Warszawskiego. W 1931 r. delegowany przez Ligę Narodów do Syjamu, w celu walki z malarią. Doradca sanitarny rządu Liberii od września 1935 do 1938(?) roku. Wysłany tam przez Ligę Morską i Kolonialną. Po wojnie pracował na Uniwersytecie w Galveston (University of Texas), gdzie zajmował się badaniem zjawisk z zakresu immunologii i nowotworów. Dwukrotnie żonaty.